# Floriana FC
Floriana F.C. este un club de fotbal din Floriana, Malta. Este cel mai de succes club din istoria Maltei, câștigând peste 100 de trofee interne în fotbalul maltez, 25 fiind numai Campionatul Maltei.

## Istorie
Fotbal Club Floriana a fost fondat în 1894, și împreună cu echipa St. George's FC (fondată în 1890), este unul din cele mai vechi cluburi din Malta. Fotbalul a fost introdus în Malta de către coloniștii britanici la sfârșitul secolului al XIX-lea.

## Conducerea sportivă
| Poziție              | Nume          |
| -------------------- | ------------- |
| Manager              | Roddy Collins |
| Antrenor Asistent    | Tony Alamango |
| Antrenor cu portarii | Ernest Barry  |